# Кантос (поэма)
«Кантос» (англ. The Cantos) — незавершённая поэма Эзры Паунда. Бо́льшая часть написана между 1915 и 1962 годами. Считается одной из важнейших модернистских поэм XX века. Окончательное издание вышло в свет в 1970 году и содержало 117 частей, каждая из которых именуется «канто» (англ. canto), во множественном числе — «кантос» (англ. cantos). На русский язык это слово иногда переводят как «песни». В 2015 году под редакцией Массимо Бачигалупо было выпущено издание Posthumous Cantos, куда вошли не опубликованные ранее кантос.

## История
Эзра Паунд начал работу над модернистским эпосом «Кантос» в 1915 году. В 1940 году были впервые опубликованы «Кантос Адамса» (LXII—LXXI). После этого Паунд несколько лет писал в основном на итальянском языке, и, хотя бо́льшая часть поэмы написана по-английски, в декабре 1944 года (по другим данным — в 1944—1945 гг.) поэт, проживавший тогда в Италии, по-итальянски написал кантос LXXII и LXXIII, вдохновлённые событиями конца Второй мировой войны.

## Признание и критика
В 1949 году одной из частей поэмы «Кантос» — «Пизанским песням» — была присвоена Боллингеновская премия. Решение присудить премию Паунду, стороннику режима Бенито Муссолини, многократно позволявшему себе антисемитские высказывания, в том числе и в самой поэме, вызвало возмущение как в США, так и за их пределами. В итоге право вручения этой награды даже было передано от Библиотеки Конгресса США Йельскому университету.